# Valerie Adamsová
 Valerie Adamsová, dříve známá také jako Valerie Viliová, (* 6. října 1984, Rotorua) je novozélandská sportovkyně, atletka, závodnice ve vrhu koulí.
V roce 2008 se stala v Pekingu olympijskou vítězkou, když ve finále hodila v první sérii 20,56 m. Je čtyřnásobnou mistryní světa z let 2007, 2009, 2011 a 2013. Je také halovou mistryní světa z roku 2008 a 2012, vítězkou světového atletického finále z roku 2008, vítězkou světového poháru IAAF z roku 2006 a mistryní Her Commonwealthu z roku 2006. Na halovém mistrovství světa v katarském Dauhá roku 2010 získala stříbrnou medaili. V roce 2012 vybojovala výkonem 20,70 m stříbrnou medaili na letních olympijských hrách v Londýně. Brzy po skončení her však kvůli pozitivnímu dopingovému nálezu přišla o zlato Běloruska Nadzeja Astapčuková a Adamsové tak dodatečně byla přidělena zlatá medaile. Jako druhá atletka v historii olympijských her tak obhájila zlatou medaili. Jako první to dokázala na olympijských hrách v Římě 1960 a Tokiu 1964 sovětská koulařka Tamara Pressová.
Pochází z města Rotorua na Novém Zélandu, její matka pochází z Tongy, její otec je Angličan.

## Osobní rekordy
- hala – 20,54 m – 10. března 2012, Istanbul
- venku – 21,24 m – 29. srpna 2011, Tegu (Rekord Oceánie)

## Vyznamenání a ocenění

### Vyznamenání
- Řád za zásluhy Nového Zélandu – 31. prosince 2016[3][4]

### Ocenění
- V roce 2014 se stala vítězkou ankety Atlet světa.